# Papillion
Pour les articles homonymes, voir Papillon (homonymie).
La ville de Papillion est le siège du comté de Sarpy, dans l’État du Nebraska, aux États-Unis. Sa population s’élevait à 18 894 habitants lors du recensement de 2010. Elle fait partie de l’agglomération d’Omaha.

## Histoire
La ville doit son nom aux explorateurs et trappeurs de la Louisiane française qui, au XVIIIe siècle, observèrent les nombreux papillons vivant dans cet endroit herbeux et humide situé près de la confluence de la rivière Platte et de la rivière Missouri.